# Jérémie Royer
Pour les articles homonymes, voir Royer.
 (octobre 2019).
Il peut être nécessaire de l'améliorer pour respecter le principe de neutralité de point de vue. Veuillez consulter la page de discussion pour plus de détails.

 (octobre 2018).
Jérémie Royer, né le 12 septembre 1979 à Paris, est un auteur français de bande dessinée.

## Biographie
Après avoir passé sa jeunesse à Nice, il suit une formation à l'école de bande dessinée Saint-Luc de Bruxelles. Il s'installe ensuite à Paris où il commence sa carrière de dessinateur.
En 2010, il publie seul son premier album : La Traversée. Il réalise ensuite les dessins de Yesterday, sorti en 2011, sur un scénario de David Blot.
En 2016, sort Sur les ailes du monde, Audubon, un album réalisé avec Fabien Grolleau et consacré au naturaliste franco-américain Jean-Jacques Audubon. Cet album est récompensé par le Prix de la BD géographique décerné au Festival international de géographie en 2016.
Jérémie Royer vit et travaille actuellement[Quand ?] à Bruxelles. Il fait partie[Quand ?] de l’Atelier Mille avec 7 autres auteurs et dessinateurs de bande dessinées, dont Léonie Bischoff, Thomas Gilbert, Nicolas Pitz.

## Ouvrages
- La Traversée, Paris, Manolosanctis, coll. « Gemini : Pollux », 2010, 68 p. (ISBN 978-2-35976-014-9)
- David Blot (scénario), Yesterday, Paris, Manolosanctis, coll. « Gemini : Pollux », 2011, 60 p. (ISBN 978-2-35976-033-0)
- Fabien Grolleau (scénario), Sur les ailes du monde, Audubon, Paris, Dargaud, 2016, 174 p. (ISBN 978-2-205-07357-7)
- Fabien Grolleau (scénario), HMS Beagle, Aux origines de Darwin, Paris, Dargaud, 2018, 176 p. (ISBN 978-2-205-07706-3)[3]
- Fabien Grolleau (scénario), L'étrange voyage de R.L. Stevenson, Paris, Dargaud, 2021, 192 p. (ISBN 978-2-205-08378-1)

## Prix et récompenses
- 2016 : Prix de la BD géographique pour Sur les ailes du monde, Audubon (scénario de Fabien Grolleau)
- 2019 : 
  - Prix Le goût des sciences 2018 : prix du livre scientifique pour H.M.S. Beagle, aux origines de Darwin (scénario de Fabien Grolleau)[4]
  - Prix Atomium : Prix Cognito de la BD historique : HMS Beagle : Aux origines de Darwin (scénario de Fabien Grolleau)
  - Prix BD d'aventures : Prix du CSE EPIC SNCF : HMS Beagle : Aux origines de Darwin (scénario de Fabien Grolleau)[5]